# Marcellino (film)
Pour les articles homonymes, voir Marcelino et Marcelino pan y vino.
Pour plus de détails, voir Fiche technique et Distribution.
Marcellino (titre original : Marcellino pane e vino) est un film italo-franco-espagnol de Luigi Comencini sorti en 1991. Il s'agit du remake du film Marcelin, Pain et Vin (Marcelino Pan y Vino) réalisé en 1955 par Ladislas Vajda.

## Synopsis
Au XVIIe siècle, Marcellino, petit orphelin de cinq ans abandonné par sa mère à la naissance, a été recueilli et élevé par les moines d'un monastère. Le seigneur qui règne sur la région est en mal d'enfants ; il jette son dévolu sur Marcellino et décide de l'emmener dans son château.
Mais Marcellino refuse cette nouvelle vie et finit par s'enfuir et se réfugier chez les moines, qui le cachent. 
L'enfant a le don de parler aux animaux. Un jour, dans le grenier du monastère, il se met à communiquer avec Jésus...

## Fiche technique
- Titre original : Marcellino pane e vino
- Titre anglais : Miracle of Marcellino
- Réalisateur : Luigi Comencini
- Scénaristes : Ennio De Concini, Luigi Comencini, Enrique Cerezo Torres, Josette Barnetche d'après le roman Marcelino Pan y Vino de José María Sánchez-Silva (es) (1953)
- Production : Mario Cotone
- Musique originale : Fiorenzo Carpi
- Photographie : Franco Di Giacomo
- Montage : Rafael de la Cueva
- Distribution des rôles : Nathalie Cheron
- Création des décors : Paola Comencini
- Décorateur de plateau : Nello Giorgetti
- Création des costumes : Carolina Ferrara
- Maquillage : Maurizio Nardi
- Directeur de production : Attilio Viti
- Assistant réalisateur : Caterina Barenghi
- Pays :  Italie,  France,  Espagne
- Langue : italien
- Genre : drame
- Durée : 98 minutes
- Dates de sortie : 
  - France : 8 avril 1992
  - Italie : 15 janvier 1992
  - Espagne : 19 décembre 1991

## Distribution
- Nicolò Paolucci : Marcellino
- Didier Bénureau : frère Ilario
- Sergio Bini Bustric : frère Giocondo
- Alberto Cracco : frère Eusebio
- Fernando Fernán Gómez : le prêtre
- Ernesto Lama : frère Campanaro
- Thierry Nenez : frère Portinaio
- Lucio Romero : frère Filippo
- Francesco Scali : frère Girolamo
- Francesco Siciliano : le peintre
- Yves Verhoeven : frère Teodoro
- Roberto Herlitzka : le tuteur
- Bernard-Pierre Donnadieu : le comte
- Alfredo Landa : frère Pappina
- Ida Di Benedetto : la comtesse
- Teresa Checa Martínez : paysanne locale
- Kewin Colomaloni : Manuel
- Quentin De Salivet : le 1er paysan mercato
- Claudia Desideri : Marcellino neonato
- Sergio Forcina : Armigero
- Irene Grazioli : la marraine
- Marie-France Lefevre : donna mercato
- Antonio Mendi Macanas : le 1er paysan local
- Renato Malavasi : le moine malade
- Domenico Marchi : le 2e frère sonneur
- Vito Passeri : Armigero
- Carlo Poletti : le meunier
- Clelia Rondinella : Rosa
- Pierre Weillaert : le 2e agriculteur mercato
- Maria D. Amposta Rodriguez : mère Angelica